# Figli di un dio minore (opera teatrale)
Figli di un dio minore (Children of a Lesser God) è un'opera teatrale di Mark Medoff.

## Trama
Il dramma racconta la complicata storia d'amore tra James Leeds, un carismatico insegnante in una scuola per non udenti, e Sarah Norman, una ragazza sorda molto intelligente che lavora come bidella nella scuola. L'opera ha goduto  di un enorme successo a Broadway ed è rimasta in scena per oltre due anni, vincendo il Tony Award alla migliore opera teatrale, oltre che al Drama Desk Award e al Laurence Olivier Award quando debuttò a Londra nel 1981.

## Titolo
Il titolo è tratto dal dodicesimo poema degli Idylls of the King di Alfred Tennyson. All'atto della scoperta della morte di Artù, il cavaliere Bedivere commenta la fine del sogno di Camelot con le parole: "As if some lesser god had made the world,/But had not force to shape it as he would" (Come se un qualche dio minore avesse fatto il mondo,/Ma non avesse avuto la forza per plasmarlo come voleva).

## Successo
Nel 1988 Mark Medoff ha scritto la sceneggiatura dell'adattamento cinematografico del dramma, il film di Randa Haines Figli di un dio minore con Marlee Matlin e William Hurt.